# محاكي الأرض

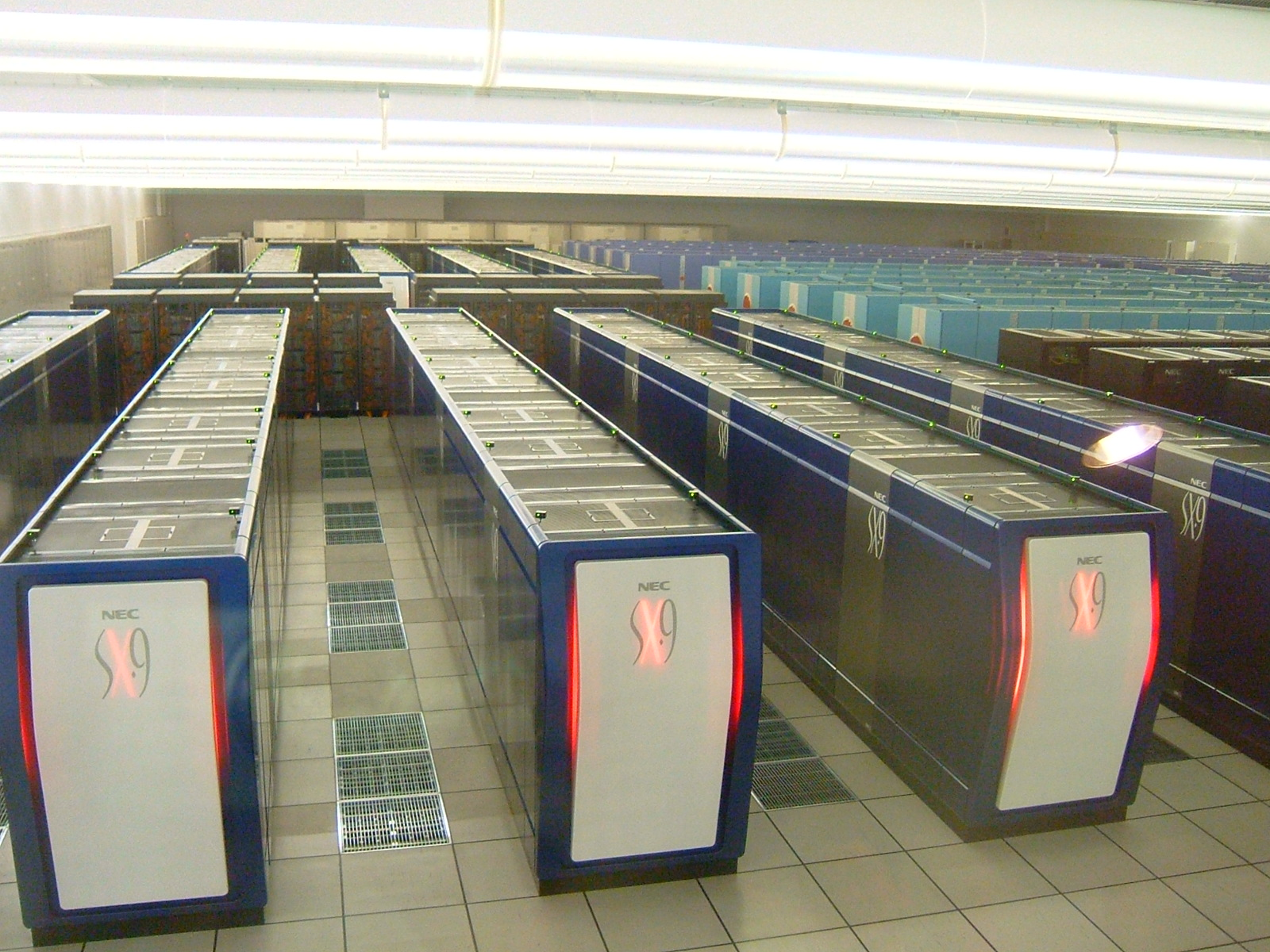
محاكي الأرض

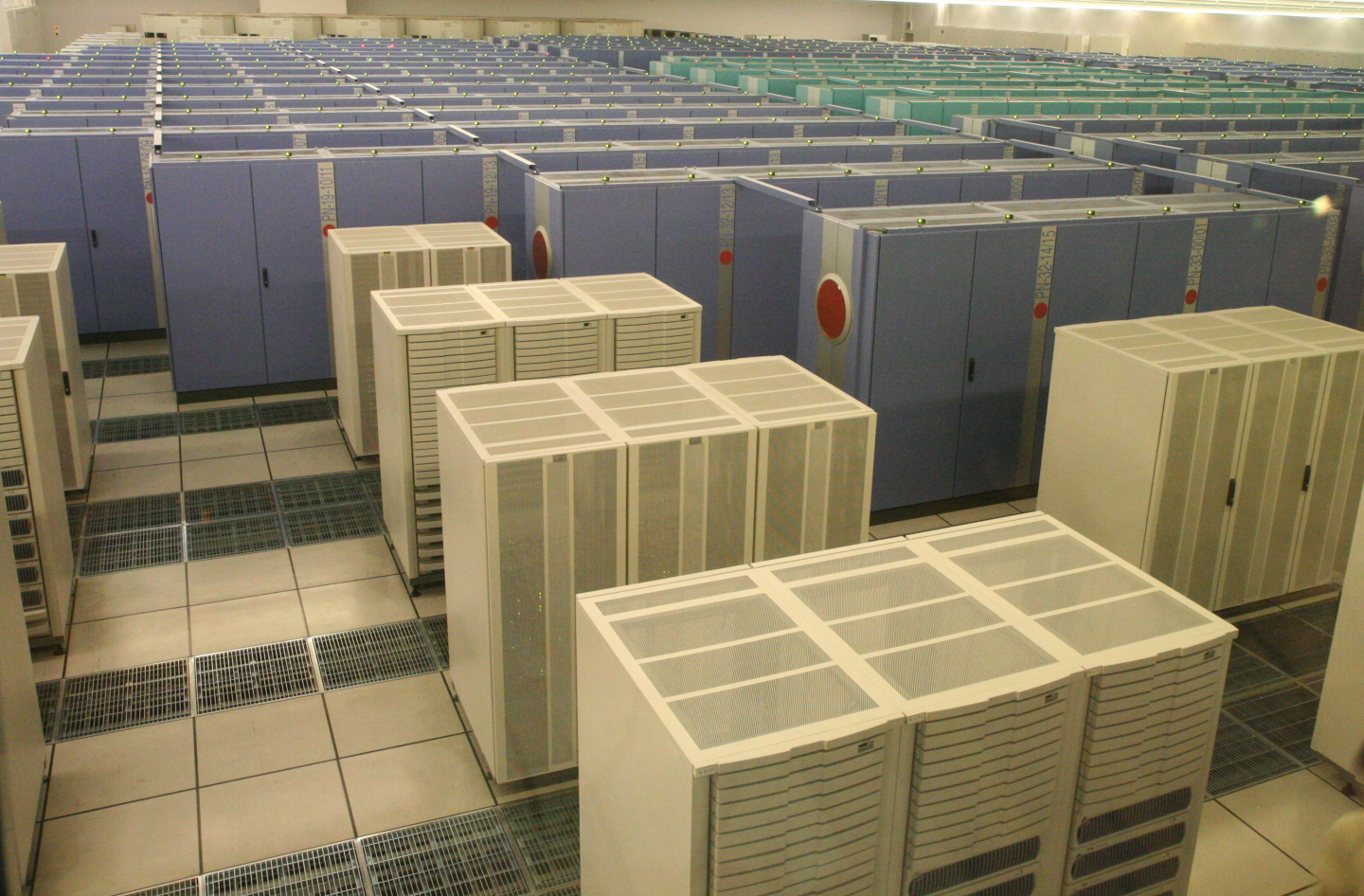
نسخة قديمة من محاكي الأرض

محاكي الأرض (ES)، وضعته الحكومة اليابانية تمهيداً «لمشروع محاكي الأرض»، وهو متجه موازي للغاية الكمبيوتر العملاق لتشغيل نظام نماذج المناخ العالمي لتقييم آثار ظاهرة الاحتباس الحراري ومشاكل في جيوفيزيائية الأرض الصلبة. وقد تم تطوير هذا النظام لوكالة استكشاف الفضاء اليابانية، ومعهد بحوث الطاقة الذرية الياباني وعلوم البحار اليابانية ومركز التكنولوجيا في عام 1997. بدأ البناء في أكتوبر 1999، وافتتح الموقع رسميا في 11 مارس 2002. وتبلغ تكلفة المشروع 6 مليارات ين ياباني.
أنشاته NEC، وES كان مستند على بناء SX-6. وكان يتكون من 640 عقدة مع ثمانية معالجات متجهات و16 جيبيبايت gibibytes من ذاكرة الكمبيوتر في كل عقدة، أي ما مجموعه 5120 معالج و 10 تيرابايتterabytes من الذاكرة. تم تركيب عقدتين في المتر الواحد × 1,4 متر × 2 متر خزانة. تستهلك كل خزانة 20 كيلو واط من الكهرباء. النظام لديه 700 تيرابايت من سعة التخزين على القرص (450 للنظام و 250 للمستخدمين) و 1.6 بيتابايت petabytes من المخزون الكبير السعة في محركات أقراص الشريط tape drives. وكان قادرا على تشغيل محاكاة كلية للمناخ العالمي في الغلاف الجوي والمحيطات على حد سواء وصولا إلى قرار لـ 10 كم. أداؤه على مؤشر LINPACK كان 35,86 TFLOPS، الذي كان تقريبا خمس مرات أسرع من ASCI White.
وكان ES أسرع حاسوب عملاق في العالم من سنة 2002 حتي 2004. وقد تم تجاوز سعته من قبل النموذج المبدئي بلو جين / ال آي بي إم IBM's Blue Gene/L في 29 سبتمبر 2004.
تم استبدال ES بمحاكي الأرض 2 (ES2) في مارس 2009. ES2هونظام NEC SX-9/E، وربع حيث العديد من العقد كل منها تؤدي 12.8 مرة من أداء (3.2x سرعة الساعة، يساوي أربع مرات مصدر المعالجة لكل عقدة)، لذروة الأداء من131 TFLOPS. مع توصيل أداء LINPACK 122.4 TFLOPS ،
و كان ES2 الكمبيوتر العملاق الأكثر كفاءة في العالم في تلك المرحلة. في نوفمبر 2010، أعلنت NEC أن ES2 تصدرت FFT العالمي، وهو أحد معايير جوائز تحدي الحواسب عالية الأداءHPC Challenge Awards، مع رقم أداء يساوي 11.876 TFLOPS.
مركز محاكاة الأرض له سمات خاصة متعددة تساعد على حماية الكمبيوتر من الكوارث الطبيعية أو الحوادث. عش الأسلاك يخيم على المبنى الذي يساعد على حمايته من البرق. العش نفسه يستخدم كابلات عالية الجهد لينقل تيار البرق في باطن الأرض. وهناك نظام خاص لنشر الضوء يستخدم مصابيح الهاوجين، مثبتة خارج جدرانغرفة الآلة المحمية، لمنع أي تدخل مغناطيسي من الوصول إلى أجهزة الكمبيوتر. تم إنشاء البناء على نظام عزل للزلازل، الذي يتألف من دعم مطاطي، الذي يحمي المبنى أثناء الزلازل.

## وصلات خارجية
- The Earth Simulator Center
- The Earth Simulator Center System info
- Time Magazine: 2002 Best Inventions
- Ultrastructure Simulations نسخة محفوظة 22 يوليو 2011 على موقع واي باك مشين.